# Летище „Кушок Бакула Римпоче“
Летище „Кушок Бакула Римпоче“ (на хинди: कुशोक बकुला रिम्पोचे हवाई अड्डा, известно още като Летище Лех, е вътрешно летище, обслужващо Лех, столицата на Ладакх, Индия. Разположено на 3 256 м (10 682 фута) над морско равнище, то е най-високо разположеното гражданско летище в Индия и едно от най-високо разположените в света. През 2005 г. летището е наречено на будисткия монах Кушок Бакула Ринпоче, починал през 2003 г., чийто манастир Спитук се намира в близост.
Летището се намира на около 4,7 км югозападно от град Лех на национална магистрала 1D (NH 1D), известна още като магистрала Шринагар-Лех.

## История
Летището е създадено през 1985 г. като военно летище. Според други източници първото военно летище на мястото е построено през 1948 г. по време на Първата индо-пакистанска война. През 2016 г. индийските военновъздушни сили отпускат 4,5 ха земя за изграждането на нов граждански терминал и предават летището на летищните власти на Индия, които да го разширят за граждански цели. Министерството на отбраната обаче уточнява, че летището ще продължи да обслужва военни полети.
През февруари 2019 г. летищната администрация на Индия започва строителството на нов пътнически терминал до вече съществуващия, за да се погрижи за нарастващия трафик. Новият терминал е планиран да обслужва до 2 млн. пътници годишно.

## Писта
Летището разполага с една асфалтова писта за излитане и кацане с дължина 9036 фута (2754 м). Кацането със самолет е предизвикателство, защото поради високите планински масиви наоколо е възможно да се кацне само от една посока. Заради наличието на планински ветрове следобед, всички полети се планират за сутринта. Разположен между върховете на Хималаите, подходът към летище Лех е обявен за един от най-живописните подходи в света.

## Мерки за сигурност
Поради проблема с тероризма в Джаму и Кашмир мерките за сигурност на летището са високи. Летището се охранява от патрули на индийската армия и не се допуска ръчен багаж на полетите.

## Инциденти
Според Aviation Safety Network (ASN) - неправителствена организация, която поддържа общодостъпна база данни за авиационни инциденти на гражданската и военната авиация, има три известни инцидента в близост до летището.